# Taht El Moura9aba
Taht El Moura9aba est une sitcom algérienne, qui est diffusée depuis le 6 juin 2016. Elle suit le quotidien des travailleurs algériens dans les bureaux d'une entreprise publique, dirigée par Si Taher (Abdelkader Secteur) qui est partagé entre la responsabilité du travail, la conduite de ses travailleurs fantastique, ou sa vie personnelle avec sa seconde épouse et sa fille choyé, où chaque travailleur est un caractère différent, ce qui ajoute de la saveur plein de positions comiques drôles dans la série.
La première saison est diffusée durant l'année 2016 sur Télévision Algérienne,  A3, et sur Canal Algérie pour les rediffusions. La deuxième saison est diffusée depuis le 27 mai 2017 sur El Djazairia One.

## Distribution
- Abdelkader Secteur :  Si Tahar
- Nabil Asli : Si Abdelallah (Saison 2)
- Djamila Elchihi : Karima
- Mounia Benfaghoul : Mimi
- Djamel Aouane : Farid
- Mourad Saouli : Saber
- Kamel Zerara : Larbi
- Charazed Kerachni : Feriel
- Ahcen Bechar : Moha
- Meriem Oukebir : Zahra
- Louiza Nahar : Nancy
- Mohamed Benmohamed : Adel
- Adel Tarbadji : Hacen

## Fiche technique
- Titre original : تحت المراقبة
- Titre français : sous surveillance 
  - Nombre d'épisodes : Saisons 1: 27,Saisons 2: en production
  - Coproduction :
- Sociétés de production : Not Found Production et Welcom Advertising
- Sociétés de distribution : Welcom Advertising
- Pays d'origine :  Algérie
- Langue originale : Arabe algérien
- Format : Couleur
- Genre : Sitcom